# FDP-Bundesparteitag 1993
Koordinaten: 51° 56′ 53″ N, 7° 38′ 16″ O
Den Bundesparteitag der FDP 1993 hielt die FDP vom 11. bis 13. Juni 1993 in Münster ab. Es handelte sich um den 44. ordentlichen Bundesparteitag der FDP in der Bundesrepublik Deutschland. Der Parteitag fand in der Halle Münsterland statt.

## Beschlüsse
Der Parteitag fasste Beschlüsse  bzw. verabschiedete Papiere zu den Themen „Den Frieden in der Welt sichern – die Zukunft Deutschlands gestalten“, „Toleranz zeigt sich im Handeln – Liberale gegen Gewalt“, „Innere Sicherheit gewährleisten. Kriminalität bekämpfen“, zur Zukunftssicherung für den Wirtschaftsstandort Deutschland, zur Kostensenkung im Wohnungsbau, zur Wohnungsversorgung in den neuen Bundesländern, zur Freigabe zur Adoption, zum Urteil des Bundesverfassungsgerichts zum Schwangeren- und Familienhilfegesetz, zur Bildungspolitik, zur Inneren Sicherheit, zur „Rolle Deutschlands in einer veränderten Welt“ und zum sogenannten Pflegekompromiss.

## Bundesvorstand

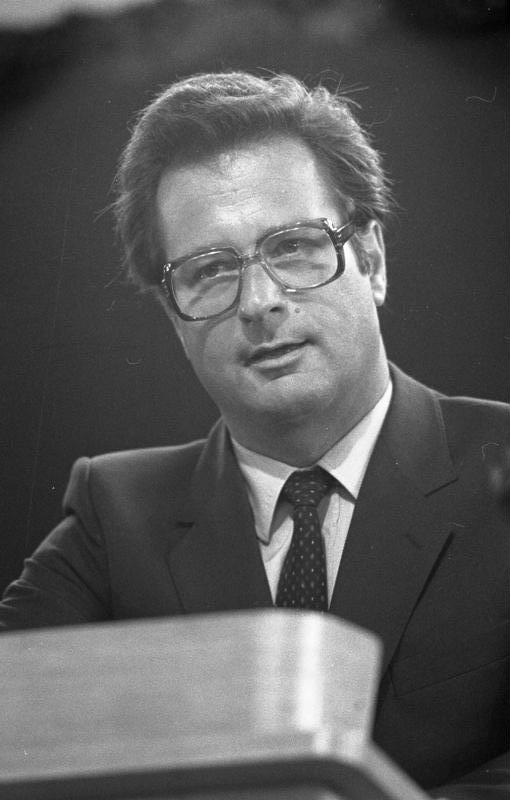
Klaus Kinkel (1981)

Der neue Vorsitzende Klaus Kinkel wurde mit 545 von 622 abgegebenen Stimmen und 57 Nein-Stimmen gewählt.
Dem Bundesvorstand gehörten nach der Neuwahl 1993 an:
| Vorsitzender                 | Klaus Kinkel |
| Stellvertretende Vorsitzende | Irmgard Schwaetzer, Rainer Ortleb, Wolfgang Gerhardt |
| Schatzmeister                | Hermann Otto Solms |
| Beisitzer im Präsidium       | Carola von Braun, Walter Hirche, Joachim Günther |
| Generalsekretär              | Werner Hoyer |
| Beisitzer im Bundesvorstand  | Rainer Brüderle, Gerhart Baum, Peter Caesar, Harald Cronauer, Stefan Diekwisch, Konrad Felber, Olaf Feldmann, Walter Goldbeck, Martin Hildebrandt, Burkhard Hirsch, Birgit Homburger, Ulrich Irmer, Andreas Kniepert, Wolfgang Knoll, Roland Kohn, Peter Kunert, Sabine Leutheusser-Schnarrenberger, Uwe Lühr, Bruno Menzel, Jürgen W. Möllemann, Hans-Joachim Otto, Detlev Paepke, Ludwig Martin Rade, Günter Rexrodt, Manfred Richter, Achim Rohde, Uwe Ronneburger, Max Stadler, Robert Vogel, Ruth Wagner, Christiane Weisheit, Guido Westerwelle, Uta Würfel |
| Ehrenvorsitzende             | Walter Scheel, Hans-Dietrich Genscher |